# São João do Rio do Peixe
Pour les articles homonymes, voir São João et Rio do Peixe.
São João do Rio do Peixe est une ville brésilienne de l'ouest de l'État de la Paraíba.
Sa population était estimée à 17 773 habitants en 2007. La municipalité s'étend sur 474 km2.